# Грб Швајцарске
Грб Швајцарске је званични хералдички симбол Швајцарске Конфедерације. Грб приказује исти бели (argent) једнокраки (грчки) крст као и застава Швајцарске, на црвеном (gules) штиту у средишњем делу (fess point). Крст на црвеној подлози је мотив са заставе једног од пракантона – Швица, а само порекло је предмет више легенди. Сам изглед штита варира, а ово је званична верзија предвиђена федералном резолуцијом.
Мотив швајцарског грба постао је познат широм света преко швајцарских производа, попут армијског ножића.